# Beffcote
Beffcote – wieś w Anglii, w hrabstwie Staffordshire. Leży 13 km na południowy zachód od miasta Stafford i 203 km na północny zachód od Londynu.